# Mont Collon
De Mont Collon is een berg in het kanton Wallis ten zuiden van de plaats Arolla in het Val d'Hérens. De berg heeft een hoogte van 3637 meter en ligt niet ver van de Italiaanse grens.
Om de berg liggen een aantal grotere en kleinere gletsjers. Zo ligt in het westen de Glacier du Mont Collon, in oosten en zuiden de Haut Glacier d’Arolla, in het zuiden de kleine Glacier de la Mitre en in het noorden de Bas Glacier d’Arolla.
De berg werd voor het eerst beklommen over de zuidoostelijke flank en zuidgraat door G. E. Foster, Hans Baumann en Johann Kronig op 31 juli 1867, een route die thans met de moeilijkheid WS / PD wordt aangeduid. Er bestaan tegenwoordig talloze routes naar de top, waarvan de moeilijkste door de karakteristieke noordwand lopen.
Rondom de Mont Collon liggen andere bergtoppen, zoals in het westen de Pigne d'Arolla en de Petit Mont Collon, in het zuiden de Evêque, de Pointes d'Oren en de Mont Brulé en in het oosten de Bouquetins. In het noorden van de berg ligt de vallei van Arolla met daarin ook het dorp Arolla.